# Kornspitz

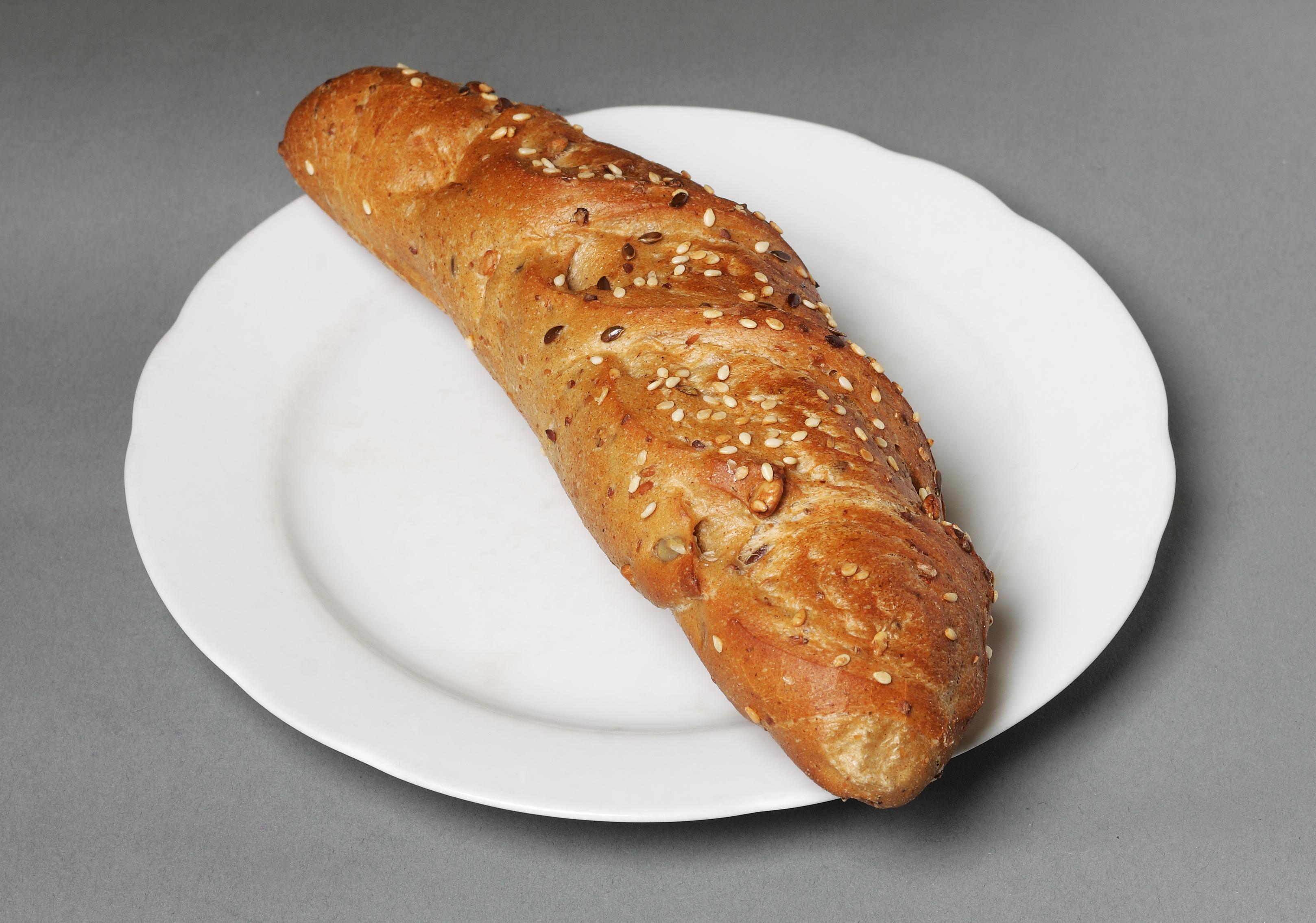
Kornspitz på en tallrik.

Kornspitz är ett österrikiskt varumärke för ett surbröd. Företaget bakom varumärket, Backaldrin Österreich GmbH tillverkar Kornspitz-deg som färdigställs till bröd i olika bagerier. Kornspitz-receptet utvecklades 1984.
Då Kornspitz har blivit ett vedertaget namn på brödtypen upphörde varumärkesskyddet för själva brödet år 2015 och gäller sedan dess endast för halvfabrikaten.